# Luca il contrabbandiere
Luca il contrabbandiere è un film del 1980, diretto da Lucio Fulci.
Girato da Fulci dopo il successo del suo primo horror Zombi 2, Luca il contrabbandiere è un noir iperviolento, con scene splatter che rimandano all’horror.

## Trama
Luca Ajello è un contrabbandiere di sigarette che opera a Napoli, e ha ai suoi ordini una squadra di motoscafisti. Dopo un inseguimento in mare da parte della polizia Luca sospetta che il suo rivale Sciarrino stia tentando di incastrarlo passando informazioni alla polizia, per subentrare nel giro delle bionde.

Qualche tempo dopo, Luca e Michele cadono vittime di un'imboscata organizzata da alcuni finti poliziotti: Michele resta ucciso mentre Luca si salva per miracolo. Perlante gli consiglia di lasciare per un po' di tempo la città, ma Luca rifiuta. Al funerale, celebrato nel golfo con il seguito di una flotta di motoscafi, Luca giura di vendicare il fratello. Decide di affrontare Sciarrino ed entra nella sua abitazione, ma viene disarmato e brutalmente picchiato. Sciarrino gli risparmia la vita, aggiungendogli di non avere nulla a che fare con la morte del fratello.

La scena della tortura inflitta alla spacciatrice

Una soffiata spinge Luca a seguire la pista di un tale chiamato il "Marsigliese", un trafficante di droga. Raggiunta la sua barca Luca vi trova uno degli spacciatori del "Marsigliese", e lo tortura fino ad ottenere informazioni sul suo capo, quindi telefona a Perlante, altro boss milanese del contrabbando per saperne di più su questo individuo, che sembra si stia mettendo d'accordo con le organizzazioni camorristiche per il traffico di droga.

La crudeltà del "Marsigliese" è subito dimostrata dal modo in cui punisce Ingrid, una ragazza che ha cercato di imbrogliarlo con una partita di droga fasulla: l'uomo le brucia via parte del viso con una fiamma ossidrica, sfigurandola per sempre. Poco dopo ordina una serie di attentati per eliminare alcuni boss che lo osteggiano. Uno di questi è Perlante, ma il suo braccio destro Alfonsino arriva prima di lui nella camera da letto e aziona inavvertitamente una bomba, morendo al posto suo. A questo punto Perlante fa da mediatore tra il "Marsigliese" e i boss della camorra invitando anche Luca, che dovrebbe mettere a disposizione la sua squadra di motoscafisti. Luca però rifiuta e convince gli altri boss a fare altrettanto.

Luigi Perlante riceve una pallottola in gola. Una delle immagini più truculente, che evidenziano il lato splatter della pellicola

Il giorno dopo una massiccia operazione della guardia di finanza rastrella quasi tutti i contrabbandieri eccetto Luca, salvato da Sciarrino, che gli propone di allearsi contro l'avversario straniero. La riunione è prevista nell'abitazione di Perlante ma, una volta lì, Luca si accorge immediatamente, dall'odore del nauseante dopobarba del marsigliese, di essere stato attirato insieme a Sciarrino in una trappola. Ne deriva una violentissima sparatoria nella quale Sciarrino cade sotto i colpi dei killer, non prima però di essere riuscito a uccidere Perlante (che qui si scopre aver stretto un infame accordo con il "Marsigliese") con un proiettile alla gola.
Luca riesce a salvarsi e fugge, ma il "Marsigliese" gli rapisce la moglie Adele, la fa violentare brutalmente e ne fa ascoltare le grida d'aiuto a Luca al telefono, certo che poi l'uomo cederà alle sue richieste di collaborazione. Questa è la goccia che fa traboccare il vaso: un vecchio boss della camorra, Don Morrone, interrompe il suo ritiro forzato e chiama a raccolta tutti i vecchi boss, che tornano a maneggiare le armi. All'appuntamento concordato tra Luca e il "Marsigliese" ai piedi del Castel dell'Ovo, dove una donna spacciata per Adele giunge già morta (mentre proprio Adele viene rinvenuta dalla polizia in un casolare ferita, ma ancora viva), i vecchi boss ingaggiano una lunga sparatoria contro gli uomini del "Marsigliese" facendo una strage. Il "Marsigliese", unico superstite, riesce momentaneamente a salvarsi e fugge all'interno di un vicino fabbricato, ma viene inseguito da Luca che, raggiuntolo, gli spara e lo uccide, facendolo cadere su un cumulo di rifiuti.

## Produzione
Dopo il grande successo di Zombi 2 Fulci ebbe molte proposte per il film successivo. Alla fine il regista accettò quella della produttrice Sandra Infascelli, su un film ambientato a Napoli, riguardante il contrabbando.

### Sceneggiatura
La sceneggiatura del film fu scritta da Gianni De Chiara, Ettore Sanzò. Lucio Fulci insieme a Giorgio Mariuzzo, scrisse il finale con i vecchi camorristi che difendono il contrabbandiere e aggiunse qualche scena di violenza.

### Riprese
Le riprese del film iniziarono il 3 dicembre 1979 e terminarono nel marzo 1980. Il titolo di lavorazione era Il contrabbandiere, ma Fulci voleva intitolarlo Violenza. Le riprese si svolsero tra Napoli e Roma, agli Studi De Paolis.

Il cameo di Lucio Fulci

Dopo sole due settimane di riprese i soldi finirono, e dopo alcune discussioni la troupe decise di recarsi a Napoli, per terminare il film. Lì la troupe ricevette un aiuto da parte dei veri contrabbandieri, che arrivarono addirittura a finanziare il film e a fornire veri scafisti alla guida dei motoscafi. Inoltre rividero anche la sceneggiatura e i dialoghi del film, inserendo frasi contro il traffico di droga, e imposero il cambio del titolo deciso da Fulci, Violenza, che ritenevano poco consono alla loro immagine. Pare che alle riprese del film abbia assistito anche Giuseppe Greco, figlio del boss mafioso Michele Greco, detto "Il papa".
Fulci dichiarò: "Avevo letto di un'inchiesta giornalistica sul contrabbando e la trasformai, con Mariuzzo, in un film nero all'italiana. Ci divertimmo molto a farlo. Non sapevo che in realtà il film era prodotto... dai contrabbandieri!".
Giannetto De Rossi fu chiamato per effettuare gli effetti speciali della sequenza in cui alla spacciatrice viene bruciata la faccia con una fiamma ossidrica, ma non è accreditato nei titoli del film.

### Cast
Il protagonista del film è Fabio Testi, che aveva già interpretato molti film poliziotteschi e spaghetti western. Presenti anche molti noti caratteristi del cinema italiano, come Nello Pazzafini, Venantino Venantini e Romano Puppo. Il Marsigliese è interpretato da Marcel Bozzuffi, che aveva interpretato Il braccio violento della legge. Nel ruolo della "napoletana" c'è anche la celebre transessuale Ajita Wilson. Lucio Fulci è presente in un cameo: è uno dei vecchi camorristi che partecipa al massacro finale.

## Promozione

### Slogan promozionale
- "Vivrete in prima persona tutte le lotte e le violenze del contrabbando italiano".

## Distribuzione

### Titoli per l'estero
Il film uscì negli Stati Uniti come Contraband, nel Regno Unito come The Naples Connection e in Germania Ovest come Das Syndikat des Grauens.

## Accoglienza

### Incassi
Il film uscì nelle sale italiane l'8 agosto 1980, e incassò in totale 756.203.707 lire dell'epoca.

### Critica
La critica italiana accusò il film di troppa violenza, ma non negando a Fulci il virtuosismo della sua regia. Il Corriere della Sera scrisse: «Diretto con mano veloce e mestiere smaliziato da Lucio Fulci, il film annovera purtroppo truculenti effettacci, ma le sequenze degli inseguimenti dei motoscafi sono efficaci e il disegno di una certa Napoli è colorito». Paolo Mereghetti accolse il film molto male, scrivendo: «Luca il contrabbandiere è un noir urbano di rara cretineria». La rivista Nocturno invece ha scritto: «Fulci sventra dall'interno qualunque forma precostituita e la riplasma». Secondo Gordiano Lupi: «Fulci amava molto questo film e lo considerava una delle sue opere più riuscite. Non aveva torto.»

## Ispirazioni e influenze
Il film si ispira ai noir di Fernando Di Leo e soprattutto alla sceneggiata napoletana, ma lo fa con il caratteristico stile di Lucio Fulci, vale a dire rivoltando il genere e contaminandolo con l'horror.

## Curiosità
- Il finale del film, con il Marsigliese che muore tra un mucchio di rifiuti, ricorda l'analogo finale di Milano odia: la polizia non può sparare, diretto da Umberto Lenzi nel 1974.
- Hostel di Eli Roth omaggia il film nella scena della tortura con la fiamma ossidrica, inflitta in questo film a una ragazza giapponese.